# South American Tour 2014
South American Tour 2014 fue una hora musical sudamericana de la banda norteamericana Guns N' Roses que comenzó el 16 de marzo de 2014 en México y terminando el 19 de abril en ese mismo país.

## Anuncio
El anuncio se hizo en enero de 2014 en la página oficial de la banda lo cual despertó mucha euforia en los fan gunners. 

### Regreso de Duff Mckagan.
El 6 de enero de 2014 se anunció que el bajista original de la banda Duff McKagan volvería a la banda luego de un periodo de 21 años fuera de ella, cabe recordar que la última vez que Duff estuvo con la banda fue en el inolvidable concierto final de la gira Use Your Illusion Tour llevado a cabo el 17 de julio de 1993 esta noticia generó mucha expectativa de unos inolvidables conciertos y creó la ilusión de que la banda original se reuniera cosa que fue llevada a cabo a comienzos de 2016.
El primer concierto de Duff fue en Argentina y desde allí tocó en todos los conciertos hasta su fin, debido a que Tommy Stinson estaba de gira con su otra banda The Replacements (banda).

#### Miembros de la gira.
- Axl Rose (Voz)
- Duff McKagan (Bajo)
- DJ Ashba (Guitarra)
- Richard Fortus (Guitarra)
- Ron Thal (Guitarra)
- Dizzy Reed (Teclados)
- Chris Pitman (Teclados y Sintetizador)
- Frank Ferrer (Batería)

## Lista de conciertos
| 16 de marzo de 2014 | Ciudad de México | México    |                        |
| 20 de marzo de 2014 | Río de Janeiro   | Brasil    |                        |
| 22 de marzo de 2014 | Belo Horizonte   | Brasil    |                        |
| 25 de marzo de 2014 | Brasilia         | Brasil    |                        |
| 29 de marzo de 2014 | São Paulo        | Brasil    |                        |
| 30 de marzo de 2014 | Curitiba         | Brasil    |                        |
| 1 de abril de 2014  | Florianópolis    | Brasil    |                        |
| 3 de abril de 2014  | Porto Alegre     | Brasil    |                        |
| 6 de abril de 2014  | Buenos Aires     | Argentina |                        |
| 9 de abril de 2014  | Asunción         | Paraguay  | Hipódromo de Asunción  |
| 12 de abril de 2014 | La Paz           | Bolivia   | Estadio Hernando Siles |
| 19 de abril de 2014 | Ciudad de México | México    |                        |

##### Repertorio.
- Chinese Democracy
- Welcome to the Jungle
- Estranged
- Sweet Child o' Mine
- Better
- Shacklers Revenge
- My Michelle
- It's So Easy
- Live and Let Die
- Catcher in the Rye
- You Could Be Mine
- November Rain
- Don't Cry
- Knockin' on Heaven's Door
- Nightrain
- Patience
- Paradise City
- Mr. Brownstone
- Rocket Queen
- This I Love
- Civil War
- Nice Boys
- Attitude
- Raw Power
- Used to Love Her
- You're Crazy